# Spółgłoska szczelinowa z retrofleksją dźwięczna
Spółgłoska szczelinowa z retrofleksją dźwięczna – rodzaj dźwięku spółgłoskowego występujący w językach naturalnych. W międzynarodowej transkrypcji fonetycznej IPA oznaczana jest symbolem: [ʐ]

## Artykulacja
W czasie artykulacji podstawowego wariantu [ʐ]:
- modulowany jest prąd powietrza wydychanego z płuc, czyli jest to spółgłoska płucna egresywna
- tylna część podniebienia miękkiego zamyka dostęp do jamy nosowej, powietrze uchodzi przez jamę ustną (spółgłoska ustna)
- prąd powietrza w jamie ustnej przepływa ponad całym językiem lub przynajmniej uchodzi wzdłuż środkowej linii języka (spółgłoska środkowa)
- czubek języka dotyka podniebienia twardego – jest to spółgłoska z retrofleksją
- wiązadła głosowe periodycznie drgają, spółgłoska ta jest dźwięczna

### Warianty
Można wyróżnić zasadniczo dwa typy retrofleksji:
- artykulację apikalno-postalweolarną – koniuszek języka zostaje uniesiony ku górze i zbliża się (ew. styka) z obszarem tuż za dziąsłami,
- artykulację subapikalno-prepalatalną – przód języka wygina się ku górze i do tyłu, tak że spodnia część języka zbliża się (ew. styka) z początkowym odcinkiem podniebienia twardego.

## Przykłady
- w języku abchaskim: abжа [ˈabʐa], „połowa”
- w języku paszto: ږمونځ [ʐmunʣ] „grzebień”
- w języku hiszpańskim (dialekt gwatemalski): arras [aʐaʂ], „bezpieczeństwo”

Polska i rosyjska spółgłoska zadziąsłowa jest uznawana za spółgłoskę laminalną z retrofleksją. Najnowsze badania potwierdzają, że sybilanty zadziąsłowe w języku polskim są właśnie retrofleksyjne [ʐ].
Najnowsze badania nad artykulacją w języku polskim, przeprowadzone przez polską językoznawczynię Anitę Lorenc i jej zespół, wykazały, że retrofleksy mogą być palatalizowane. Badania te ujawniły, że w języku polskim głoski takie jak [ʂʲ] i [ʐʲ] występują jako palatalizowane retrofleksy, co obala dawne założenia Hamann. Wyniki te wykazują, że retrofleksy mogą mieć różnorodne realizacje artykulacyjne, obejmujące zarówno zagięte, jak i bardziej płaskie kształty języka.

## Terminologia
Spółgłoskę [ʐ] zalicza się do spółgłosek syczących, czyli sybilantów. Oprócz tego, zamiast terminu „spółgłoska z retrofleksją” można stosować nazwy „spółgłoska szczytowa” lub „cerebralna”.